# Луїза Флетчер
Луїза Флетчер (англ. Louise Fletcher; 22 липня 1934, Бірмінгем, Алабама — 23 вересня 2022, Мондюросс, Тарн, Франція) — американська акторка, відома завдяки ролі сестри Ретчед у культовому фільмі «Пролітаючи над гніздом зозулі» (1975) за яку отримала премію «Оскар».

## Особисте життя
Флетчер одружилася з продюсером Джеррі Біком, розлучившись у 1977 році. У шлюбі мала двоє синів (Джон Дешіел Бік і Ендрю Вілсон Бік) і взяла 11-річну перерву в акторській діяльності, щоб виховати їх.
Здобула почесний ступінь Галодетського університету в 1982 році.
Луїза Флетчер померла у своєму будинку в Мондюроссі, Франція, 23 вересня 2022 року у віці 88 років.

## Фільмографія
- 1960 — Перрі Мейсон / Perry Mason
- 1975 — Пролітаючи над гніздом зозулі / One Flew Over the Cuckoo's Nest
- 1976 — Дешевий детектив / The Cheap Detective
- 1984 — Та, що породжує вогонь / Firestarter
- 1986 — Дівчина не промах / Nobody's Fool
- 1988 — Злиття двох місяців / Two Moon Junction
- 1989 — Кращі з кращих / Best of the Best
- 1990 — Блакитна сталь / Blue Steel
- 1993—1999 — Зоряний шлях: Глибокий космос 9 / Star Trek: Deep Space Nine
- 1994 — В зоні смертельної небезпеки / On Deadly Ground
- 1995 — Віртуозність / Virtuosity
- 1996 — Скеля Малголланд / Mulholland Falls
- 1999 — Жорстокі ігри / Cruel Intentions
- 1999 — Стриптиз за ґратами / Time Served
- 2000 — Дуже скупий чоловік / Very Mean Men
- 2002 — Контракт / The Contract
- 2011—2012 — Безсоромні / Shameless